# Zenity
Zenity – program umożliwiający wyświetlanie okien dialogowych GTK+ bezpośrednio z poziomu terminala lub skryptów powłoki.

## Przykład
zenity --entry --title="Podaj hasło" --text="Wprowadź nowe hasło:" --entry-text="haslo" --hide-text